# Сан Мартино Буон Алберго
Сан Мартѝно Буо̀н Албѐрго (на италиански: San Martino Buon Albergo; на венециански: San Martin Bon Albergo, Сан Мартин Бон Алберго) е град и община в Северна Италия, провинция Верона, регион Венето. Разположен е на 45 m надморска височина. Населението на общината е 15 079 души (към 2015 г.).